# AOS Checklist of North American Birds
La AOS Checklist of North American Birds è una lista di controllo delle specie di uccelli che si trovano nell'America settentrionale e centrale, ora gestita dall'American Ornithological Society (AOS). La lista è stata originariamente pubblicata dal predecessore dell'AOS, American Ornithologists' Union (AOU). L'Unione si è fusa con la Cooper Ornithological Society nel 2016 per formare la American Ornithological Society. La lista di controllo fu pubblicata per la prima volta nel 1886; la settima edizione della lista è stata pubblicata nel 1998 ed è ora aggiornata ogni anno da un articolo ad accesso libero pubblicato su Ibis. Sette edizioni e 54 integrazioni (aggiornamenti minori) sono state pubblicate negli ultimi 127 anni. Secondo Joel Asaph Allen, i Codici di Nomenclatura esposti nella prima edizione della lista  "sono diventati in seguito la base del Codice internazionale di nomenclatura zoologica".